# Nautilus (Verne)

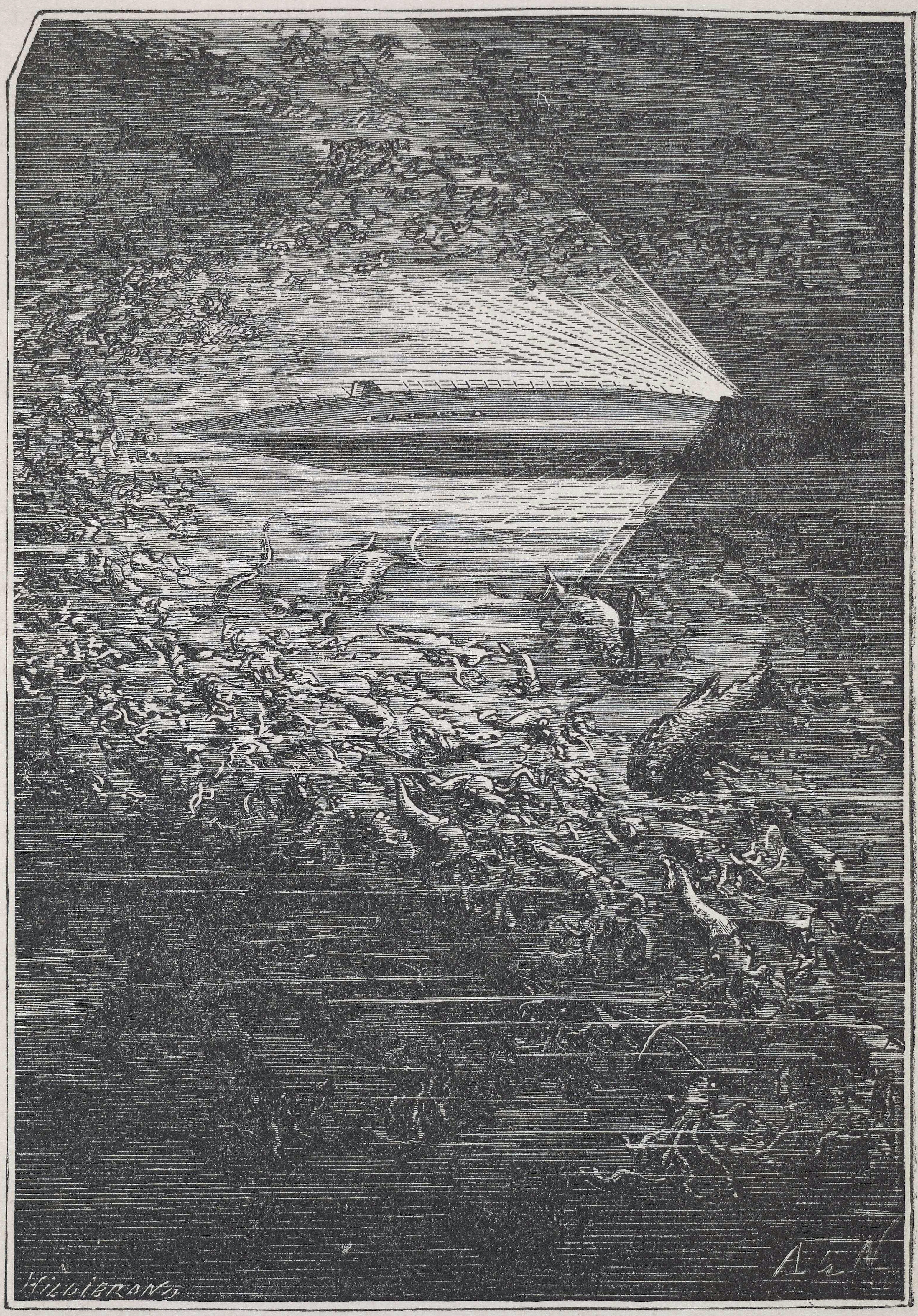
Nautilus podle původní ilustrace (Alphonse de Neuville)

Nautilus je fiktivní ponorka z románů Julese Verna Dvacet tisíc mil pod mořem (1870) a Tajuplný ostrov (1874), jejímž velitelem byl kapitán Nemo.
Spisovatel ji pojmenoval podle ponorky Nautilus Roberta Fultona.

## Popis
Nautilus je v románu Dvacet tisíc mil pod mořem popsán poměrně detailně. Autorova fantazie se drží v mezích technické pravděpodobnosti a proto román působí i dnes velmi přesvědčivě. Ponorka byla dlouhá sedmdesát metrů a v nejsilnějším místě široká osm metrů. Měla dvojitý plášť z ocelových plátů a její základní váha činila tisíc pět set tun. Systém nádrží (tj. jejich naplňování a vyprazdňování) umožňoval ponorce libovolně pod vodou stoupat nebo klesat, a to až do hloubky přes deset tisíc metrů. Ponorka byla řízena směrovým a hloubkovým kormidlem, která ovládal kormidelník z kabiny částečně vyčnívající nad palubu a vybavené dvěma čočkovitými okny zasklenými křišťálovým sklem. Za kabinou byl umístěn velmi silný reflektor.
Pohon lodi i četná další zařízení byla na elektřinu získávanou ze sodíkových článků (sodík byl doplňován na tajné základně na blíže neurčeném ostrově, kde byl též dobýván z mořské vody v blíže nepopsaném zařízení poháněném tepelnou energií, získávanou z uhlí z podmořského dolu). Elektrické ovládání bylo využito i pro dálkové ovládání strojovny z kormidelní kabiny. K ochraně vstupu do ponorky využíval kapitán Nemo možnost nabít elektrickým proudem zábradlí vstupních schodů. Napětí šlo zvyšovat libovolně do té míry, že mohlo způsobit smrt.
Šroub ponorky byl poháněn obrovskými elektromagnety. Měl v průměru šest metrů, délku závitu sedm a půl metru a otáčel se až stodvacetkrát za sekundu. Díky němu mohla loď dosáhnout rychlosti až devadesát kilometrů za hodinu. Loď sice měla zařízení na výrobu kyslíku elektrolýzou vody, neměla však žádné zařízení, které by vzduch zbavovalo oxidu uhličitého, což v té době šlo pouze pomocí hydroxidu draselného, a proto bylo nutno ponorku větrat. Delší pobyt pod hladinou mohl tedy být pro posádku osudný (kritická situace nastávala po dvou dnech). Ponorka nesloužila jen k vědeckovýzkumým účelům, ale též jako hrozná zbraň. Kapitán Nemo zásadně útočil na protivníka obrněnou přídí ponorky, kterou dokázal prorazit boky válečných lodí a tak je potopit.